# Hammerman
Hammerman es una serie de televisión animada canadiense-estadounidense, creada por MC Hammer, que se emitió durante trece episodios en ABC de septiembre a diciembre de 1991.

## Trama
Stanley tiene zapatos mágicos llamados Izquierda y Derecha. Gracias a ellos, se convierte en Hammerman, un superhéroe rapero que usa los sonidos de las notas para lidiar con los villanos que causan estragos en la ciudad.

## Episodios
1. "Graffiti derrotado" ("Defeated Graffiti")
2. "El ganador de Winnie" ("Winnie's Winner")
3. "Rapoleon" ("Rapoleon")
4. "Will y los idiotas" ("Will and the Jerks")
5. "Si el zapato le queda" ("If the Shoe Fits")
6. "Nadie es perfecto" ("Nobody's Perfect")
7. "La práctica hace la perfección" ("Practice Makes Perfect")
8. "Muerde la bala" ("Bite the Bullet")
9. "Perdido" ("Lost")
10. "El giro equivocado" ("The Wrong Turn")
11. "Hide N Seek"
12. "Operación: Rescue Hammerman" ("Operation: Rescue Hammerman")
13. "Abandono" ("Dropping Out")
- Datos: Q5645712